# کامینگچک (استان سلیزیا سفلی)
کامینگچک (به لهستانی:  Kamieńczyk) یک روستا در لهستان است که در گمینا مینزلشه واقع شده‌است.